# Курія
Ку́рія (лат. cūria, від co — «разом» та vir — «чоловік, воїн») у Стародавньому Римі:
1. первісно це було об'єднання кількох патриціанських родів та місце їх зібрання (VIII—VI ст. до н. е.),[3]
2. згодом словом «курія» стали називати місце зборів римських громадян (квіритів) взагалі,
3. також цю назву отримало приміщення, де збирався римський сенат (Курія Гостілія, Курія Юлія),
4. а в епоху імперії так називали приміщення міського сенату муніципальної громади в римській провінції (Курія[fr])

Курія — одне з найстаріших різновидів об'єднань громадян у Стародавньому Римі, кожен римський громадянин належав до однієї з курій. У царський період було 30 курій, загальні збори яких називався Куріатною коміцією.
Хоча спочатку курії, ймовірно, мали більші повноваження, до кінця республіки вони зіткнулись лише з кількома цілями: підтверджувати обрання магістратів з імперією, бути свідками призначення священиків, складання заповітів та здійснення усиновлень.
Цей термін більше використовується для позначення зборів, ради або суду, на яких обговорюються та вирішуються громадські, офіційні чи релігійні питання. Менші курії існували з іншими цілями. Слово курія також почало означати місця зборів, особливо сенату. Схожі установи існували також в інших містах Італії.

## Етимологія
Слово курія, як вважається, походить зі старолатинського coviria, що означає «зібрання людей» (зі, «разом» = vir, «людина»). У цьому значенні будь-яке зібрання, публічне або приватне, можна було б називати курією. Окрім римських курій, виборчі збори, відомі як курії, розташовувалися в інших містах Лацію, а схожі установи існували в інших частинах Італії. У республіці, місцеві курії були створені в Італії і провінціях муніципій і колоній. За часів імперії місцеві магістрати часто були обрані муніципальними сенатами, які також стали відомі як курії. В широкому значенні слово курія почало означати не тільки зібрання, але й місце, де скликались збори, наприклад будинок зборів.

## Римські курії

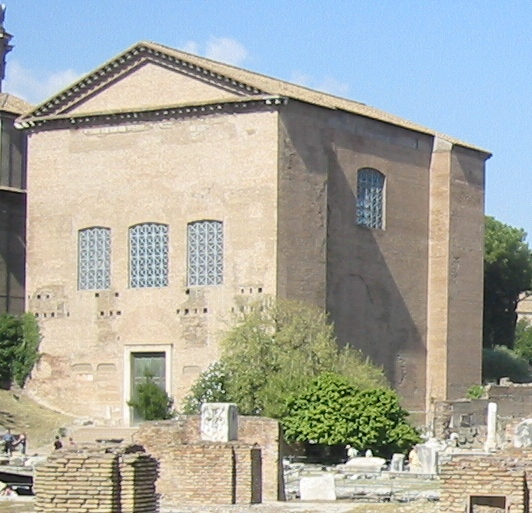
Курія Юлія, реставрована з 1935 по 1937 рік

У римські часи «курія» мала два головних значення. Спочатку стосувалося опікунів куріатської коміції. Але з часом ця назва почала застосовуватися до будинку сенату, який розміщував засідання римського сенату з царських часів до початку сьомого століття нашої ери.

### Будинок Сенату
З часів Римського королівства будинок для зборів римського сенату був відомий як курія. Вважалося, що першим місцем зустрічі був храм, побудований на місці, де римляни та сабіняни складали зброю протягом правління Ромула (правив у 753—717 рр. до н. е.). Установа сенату вважалася завжди належною Ромулу; уявлялося, що перший сенат налічував 100 членів, проте найпершим числом, яке можна називати точним, є 300, і воно, ймовірно, пов'язане з трьома племенами та 30 куріями, які також приписуються Ромулу.

### Ветеранські курії
Ветеранська курія була найдавнішим святилищем із тридцяти курій. Його згадували як Варрон, так і Тацит, який вказує її як місце Палатинського померію Roma quadrata. Цілком можливо, що ця святиня розташовувалася в північно-східному куті Палатинського пагорба. Його рештки, ймовірно, були знайдені під час розкопок, які провела Клементіна Панелла. Оскільки Республіка і надалі продовжувала існувати, курії стали завеликими для зустрічей у ветеранських куріях, і було побудовано нове місце зустрічі, Нова курія. Деякі з курій продовжували зустрічатися ветеранських куріях у зв'язку з певними релігійними зобов'язаннями.

### Довідники
- Курія // Українська радянська енциклопедія : у 12 т. / гол. ред. М. П. Бажан ; редкол.: О. К. Антонов та ін. — 2-ге вид. — К. : Головна редакція УРЕ, 1974–1985.
- Курия // Енциклопедичний словник Гранат / А. Гранат. — 1910—1948. (рос.)
- Курия // Малий енциклопедичний словник Брокгауза і Єфрона. — 1907—1909. (рос.)